# Крабовые канюки
Крабовые канюки (лат. Buteogallus) — род птиц из семейства ястребиных.

## Распространение
Все виды обитают в Неотропике, но ареал одного распространяется на крайний юго-запад США.

## Описание
У большинства видов рода имеется характерный рисунок хвоста. Он состоит из чёрной основы, широкой белой средней полосы, широкой черной полосы и довольно узкой белой полосы на кончиках перьев, которую часто трудно различить или которая может исчезать при сильном износе перьев. Только представители двух видов имеют совершенно отличные рисунки хвостов.

## Биология
Многие виды предпочитают крупных ракообразных и даже готовы патрулировать длинные участки морского или речного берега в тех местах, где встречается такая добыча.

## Список видов

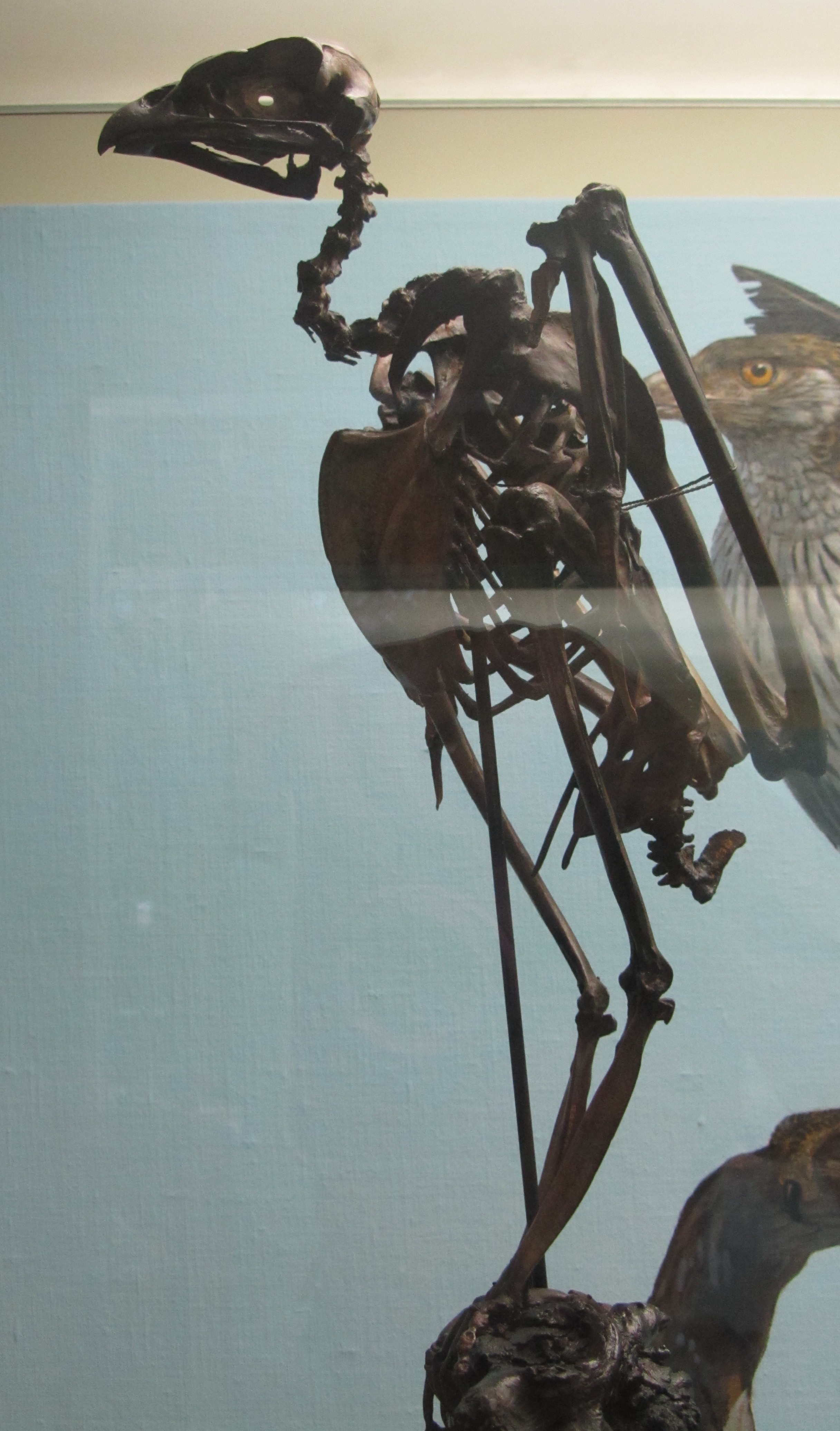
Buteogallus fragilis

Международный союз орнитологов относит к роду 9 видов:
- Buteogallus schistaceus — Южноамериканский пегий канюк
- Buteogallus anthracinus — Чёрный крабовый канюк
  - Buteogallus (anthracinus) subtilis — ранее считался отдельным видом, сейчас его считают подвидом.
- Buteogallus gundlachii — ранее его включали в B. anthracinus
- Buteogallus aequinoctialis — Краснобрюхий крабовый канюк
- Buteogallus meridionalis — Саванный канюк
- Buteogallus lacernulatus — Белошейный пегий канюк
- Buteogallus urubitinga — Мексиканский крабовый канюк
- Buteogallus solitarius — Чёрный орёл-отшельник
- Buteogallus coronatus — Хохлатый орёл-отшельник

А также ряд вымерших видов, включая гигантских птиц, живших когда-то на Кубе. Последние вымерли, возможно, до заселения острова человеком.